# Ойстрий Врх
Ойстрий Врх (словен. Ojstri Vrh) — поселення в общині Железнікі, Горенський регіон, Словенія. Висота над рівнем моря: 756,7 м.